# Vladimir Petković
Vladimir Petković (Sarajevo, 15. kolovoza 1963.) švicarski je nogometni trener i bivši nogometasš. Podrijetlom Hrvat iz BiH. Kao igrač igrao je na poziciji veznog. Trenutačno je izbornik Alžira.

## Rani život i nogometni početci
Vladimir Petković je Hrvat rođen u Sarajevu, 1963. godine. U djetinjstvu se mnogo selio jer su mu roditelji bili prosvjetni radnici te kako su oni mijenjali škole, tako se i obitelj selila. Prvo su živjeli na Vrelu Bosne, a od njegove pete godine u Hadžićima kod Sarajeva. S jedanaest godina počeo je igrati na Ilidži, a s petnaest na Koševu u podmlatku Sarajeva.

## Igračka karijera
Započeo je svoju profesionalnu nogometnu karijeru u FK Sarajevu 1981. godine. Prvu utakmicu odigrao je protiv NK Osijeka a posljednju protiv titogradske Budućnosti u Titogradu 1987. godine u toj utakmici je postigao pogodak, a završilo je neriješeno, 1:1. U Sarajevu je igrao i u generaciji Safeta Sušića ali je većinom ulazio kao pričuva pošto su na njegovoj poziciji igrali Musemić a kasnije i Teskeredžić. U sezoni 1982./83. bio je član momčadi Sarajeva koja je dospjela do završnice Kupa ali nije igrao u toj utakmici (Dinamo - Sarajevo 3:2). Sa Sarajevom je nakon toga osvojio Prvenstvo Jugoslavije u sezoni 1984./85. Igrao je kratko i u FK Rudaru iz Prijedora te u slovenskom NK Koperu a nakon toga u inozemstvu, u Švicarskoj. U Švicarsku je otišao 1987. godine i poslije toga je igrao u FC Sionu (6 utakmica) te u Chur 97, FC Martigny-Sportsu, AC Bellinzoni i FC Locarnu (239 utakmica i postigao 77 pogodaka) i na kraju za SC Buochs.

## Trenerska karijera
Nakon odlaska u igračku mirovinu, postao je nogometni trener, a njegov prvi trenerski posao je bio u AC Bellizoni od 1997. do 1998. godine i to kao nogometaš-trener. Nakon toga trenirao je FC Malcantone Agno, pet godina, od 1999. do 2004. godine. Godine 2004. preuzeo je AC Lugano prije povratka u Bellinzonu, 2005. godine, po četvrti put u karijeri (dvaput kao igrač i dvaput kao trener). S Bellizonom je zatim u sezoni 2007./08. došao do završnice švicarskog Kupa gdje je izgubio od FC Basela s 4:1. Na početku sezone 2008./09. postao je trener BSC Young Boysa. S Young Boysima također došao je do završnice švicarskoga Kupa u sezoni 2008./09. ali je izgubio od FC Siona s 3:2. Nakon dvije sezone u Young Boysima Petković je smijenjen, i to nakon remija 1:1 protiv FC Luzerna, 7. svibnja 2011. godine. U sezoni 2011./12. trenirao je turski klub Samsunspor. Nakon toga je u 2012. godini u četiri utakmice vodio FC Sion s kojim je u lipnju sporazumno raskinuo ugovor te odmah iza toga preuzeo talijanski klub Lazio, potpisujući dvogodišnji ugovor.
U siječnju 2014. godine dobio je otkaz u rimskom Laziju.
U siječnju 2014. godine izabran je nasljenikom izbornika Švicarske nogometne reprezentacije Ottmara Hitzfelda a momčad je primio nakon Svjetskoga prvenstva u Brazilu 2014. godine. Švicarsku je vodio sedam godina, do srpnja 2021. godine, a nakon toga preuzeo je francuski klub Bordeaux, kojega je trenirao do početka veljače 2022. godine.   

## Priznanja

### Igrač
Sarajevo
- Prvenstvo Jugoslavije (1) : 1984./85.

### Trener
Lazio
- Talijanski kup (1) : 2012./13.

## Zanimljivosti
- Igrajući i trenirajući švicarske nogometne klubove Petković je naučio i tri tamošnja službena jezika, te osim hrvatskoga govori njemački, francuski i talijanski jezik.[11]
- Dok je živio u Švicarskoj pet je godina radio za Caritas,[12][13] a poslije završetka rada bio je nogometni trener.[5]

## Vanjske poveznice
- (njem.) Vladimir Petković na transfermarkt.de
- (engl.) Vladimir Petković na footballdatabase.eu